# 니컬라 캐번디시
니컬라 캐번디시(영어: Nicola Cavendish, 1952년 11월 11일 ~ )는 잉글랜드 태생의 캐나다 배우이다.
사이런세스터에서 태어났다.

## 영화
- 서든리 네이키드 (2001년)
- 슬립프 룸 (1998년)
- 에어 버드 (1997년)
- 두 여자의 사랑 (1995년)
- 12살의 작은 추억 (1985년)